# Хамфри I де Богун
Хамфри I (II) де Богун (Боэн) (англ. Humphrey I de Bohun; ум. ок. 1128/1129) — англонормандский барон, феодальный барон Троубриджа, сын нормандского рыцаря Онфруа де Богона. В позднейших документах его называют с прозвищем Великий.
Хамфри пользовался расположением короля Вильгельма II Рыжего, назначенного им одним из сенешалей. Своё положение он сохранил и во время правления Генриха I Боклерка. Благодаря браку с дочерью богатого землевладельца Эдварда из Солсбери он унаследовал обширные владения в Западном Уилтшире и замок Троубридж, ставшие основой для роста благосостояния рода.

## Происхождение
О происхождении Богунов известно мало. По семейной традиции Богуны происходили из рода Мари, представители которого владели землями около Сен-Ком-дю-Мон в современном нормандском департаменте Манш. Его родоначальником считается Ральф де Мари, который, согласно легенде, женился на дочери сеньора Мон-Агеза. Их сыном был Ричард I Старый де Мари, имя которого связывают с основанием церквей в Сен-Ком-дю-Мон, Богоне и Меоти в 950 году. Его жену, согласно документам монастыря Богон, звали Биллеуда. По одной из версий она была дочерью Ричарда де Сен-Совёра, среди детей которого упоминается Билеуда или Билельда, однако по более поздним исследованиям появилась версия, что её отцом мог быть Неель II де Сен-Совёр, один из лидеров восстания 1047 года против нормандского герцога Вильгельма.
Своё родовое прозвание семья получила от местности Богон в округе Сен-Ло на полуострове Котантен в Нормандии. В нормандских источниках существует единственное упоминание Богунов в Нормандии, что, вероятно, свидетельствует о том, что они не были знатными и практически не имели политического влияния в герцогстве. Первым достоверно известным представителем рода был нормандский рыцарь Онфруа де Богон, который, согласно семейной традиции, был одним из сыновей Ричарда I де Мари. В поздней рукописи, в которой рассказывается о происхождении основателей аббатства Лантони, указывается, что он был близким родственником (лат. cognatus) короля Англии Вильгельма I Завоевателя, однако степень родства неизвестна. Кроме того, не исключено, что упоминание родства с английским королём вызвано стремлением поднять престиж Богунов, основавших аббатство. Если Онфруа и был родственником короля, то не исключено, что это родство являлось достаточно далёким или было получено посредством брака.
Онфруа де Богон, упоминающийся в источниках с прозвищем «Бородатый» (лат. Cum barba), входил в ближайшее окружение Вильгельма Завоевателя. Он основал монастырь Богон (или Боон, фр. Bohon), по названию которого и получил родовое прозвание Богон. В 1066 году он участвовал в нормандском завоевании Англии, получив от ставшего королём Вильгельма владения в Англии, однако они были незначительны. Согласно «Книге Страшного суда» в 1086 году Онфруа владел замком Татерфорд в Норфолке. В английских источниках его имя Онфруа де Богон трансформировалось в Хамфри де Богун (Боэн в позднейшем произношении).
Последний раз Онфруа упоминается в 1092 году и умер не позднее 1113 года. Известно, что он был трижды женат и оставил несколько сыновей и дочерей. Из них старший, Роберт, умер ещё при жизни отца; от второго сына, Ричарда, по женской линии выводят происхождение Богунов из Мидхёрста; ещё один сын, Ингельрам, стал монахом.

## Биография
Хамфри был самым младшим из сыновей Онфруа Бородатого, имя его матери неизвестно. Хотя он был вторым представителем рода, носящим имя Хамфри, но в источниках он чаще упоминается как Хамфри I, поскольку именно благодаря его браку начался рост могущества Богунов. В поздних источниках он даже упоминается с прозвищем «Великий».
Хамфри пользовался расположением короля Вильгельма II Рыжего, который назначил его одним из своих сенешалей. Это положение Хамфри сохранил и при преемнике Вильгельма, Генрихе I Боклерке. Хамфри сопровождал короля в его путешествиях. Его подпись встречается на хартиях Генриха I, которые были подписаны им в Англии в 1103—1109, 1121 и 1128 годах, а также в Нормандии: в Авранше (1113 год) и Руане (1121 год и 1121 год). Также он был свидетелем на хартии, в которой Генрих I подтвердил пожертвование, сделанное Раулем I де Фужером на лес Савиньи.
Хамфри женился на Мод (Матильде), дочери Эдварда из Солсбери, феодального барона Троубриджа и Читтерна, а также шерифа Уилтшира. В качестве приданого Хамфри получил Троубридж, а также множество маноров в Уилтшире, что стало основой для роста благосостояния рода, которое Богуны в будущем ещё приумножили благодаря удачным бракам, в то время как Читтерн унаследовал брат Матильды, Уолтер.
Хамфри II передал церковь в Солсбери (Уилтшир) монастырю Льюис (рядом с Ньюхевеном) и церковь Челворт монастырю Сен-Дени (в Саутгемптоне).
После 1128 года упоминания о Хамфри исчезают, вероятно он в это время умер, поскольку уже в 1129/1130 году он упоминается как умерший. Наследовал ему единственный сын Хамфри II.

## Брак и дети
Жена: ок. 1089/1099 Мод (Матильда) из Солсбери, дочь Эдварда из Солсбери, шерифа Уилтшира. Дети:
- Хамфри II (ум. 6 апреля 1187), сенешаль короля Генриха I Боклерка[5];
- Мод[5].